# Hanyči
Hanyči, česky a slovensky dříve Ganiče, ukrajinsky Ганичі, maďarsky Gánya, je obec v neresnyckém územním společenství (hromadě) v okrese Ťačiv v Zakarpatské oblasti Ukrajiny.
Místní částí obce Hanyči je Solone (ukrajinsky Солоне), které bylo Rozhodnutím Zakarpatské oblastní rady ze dne 6. března 2015 sloučeno s obcí Hanyči..

## Církevní stavby
- Kostel Nanebevzetí Panny Marie, z roku 1993
- Kostel Narození Panny Marie, z roku 1992

## Obyvatelstvo
V roce 2001 žilo v Hanyči 3984 obyvatel. V roce 2025 žilo v Hanyči 4986 obyvatel a v Solone 1303 obyvatel; celkem žilo v obci 6289 obyvatel.